# Смішарики. Пін-Код
Смішарики. Пін-Код — спін-офф російського мультсеріалу «Смішарики», метою якого є розвиток інтересу до винахідництва, пізнавання науки для дітей віком від 4 до 14 років. Спочатку повинен був зніматися в флеш-анімації (пілотна серія «Порятунок відлітаючих»), але надалі від цієї ідеї відмовилися і перейшли до 3D комп'ютерної анімації.

## Український дубляж
- Павло Скороходько, Дмитро Гарбуз — Крош
- Дмитро Завадський — Їжачок, диктор
- Анатолій Зіновенко — Бараш
- Катерина Буцька, Юлія Перенчук — Нюша
- Олег Лепенець — Кар-Карович
- Максим Кондратюк — Совуня
- Михайло Жонін — Копатович
- Олександр Погребняк, Андрій Бурлуцький — Лосяш
- Юрій Коваленко — Пін
- Лідія Муращенко — оповідачка, голос комп'ютера
- Андрій Твердак — оповідач, вокал

А також: Ярослав Чорненький, Ніна Касторф, Тетяна Антонова.
Мультсеріал дубльовано студією «1+1» у 2013 році.